# Джованні Батіста Феррарі
Джованні Батіста Феррарі (італ. Giovanni Battista Ferrari; 1851, Луїно, нині Італія — 1905, Станиславів, нині Івано-Франківськ, Україна) — італійський інженер, архітектор, підприємець, який працював у Галичині.

## Життєпис
Народився у 1851 році в м. Луїно. Батько — Карло Феррарі, керував фірмою з будівництва залізниць. 
Джованні навчався у м. Цюрих (батько мріяв, що син буде будувати колії і вокзали). Якийсь час проживав у місті Монастириська. Одружився з Амалією Менотті, у м. Бучач купив у дідичів — графів Потоцьких — місцевість Левада неподалік їх млину (тепер на місці млину — ГЕС «Топольки»), де оселився. З дружиною стали батьками 20 дітей, однак більшість з них померли рано. Раптово помер (у 1905 році) від серцевого нападу в одному з готелів м. Станиславів, нині Івано-Франківськ. Був похований у Бучачі. Його родина у Бучачі проживала до 1944 року в будинку на теперішній вулиці Замковій.
Доробок
- участь у будівництві двох колій в Румунії (разом з батьком)
- участь у будівництві залізниці Станиславів — Бучач — Гусятин (замовлення отримав у 1881)
- проект надбудови вежі костелу в містечку Золотий Потік (1886)[2]
- будівництво приміщення Бучацької державної гімназії (урочисто відкрита 10 січня 1899[4])
- будівництво приміщення товариства «Сокул» (Бучач, нині Бучацький районний будинок культури)
- проект і будівництво приватного помешкання (1897,[5] тепер у ньому діє Бучацька дитяча музична школа)
- приватні будинки у Бучачі та околицях
- ймовірно, будівництво приміщення повітового староства (Бучач, нині Бучацька районна бібліотека)

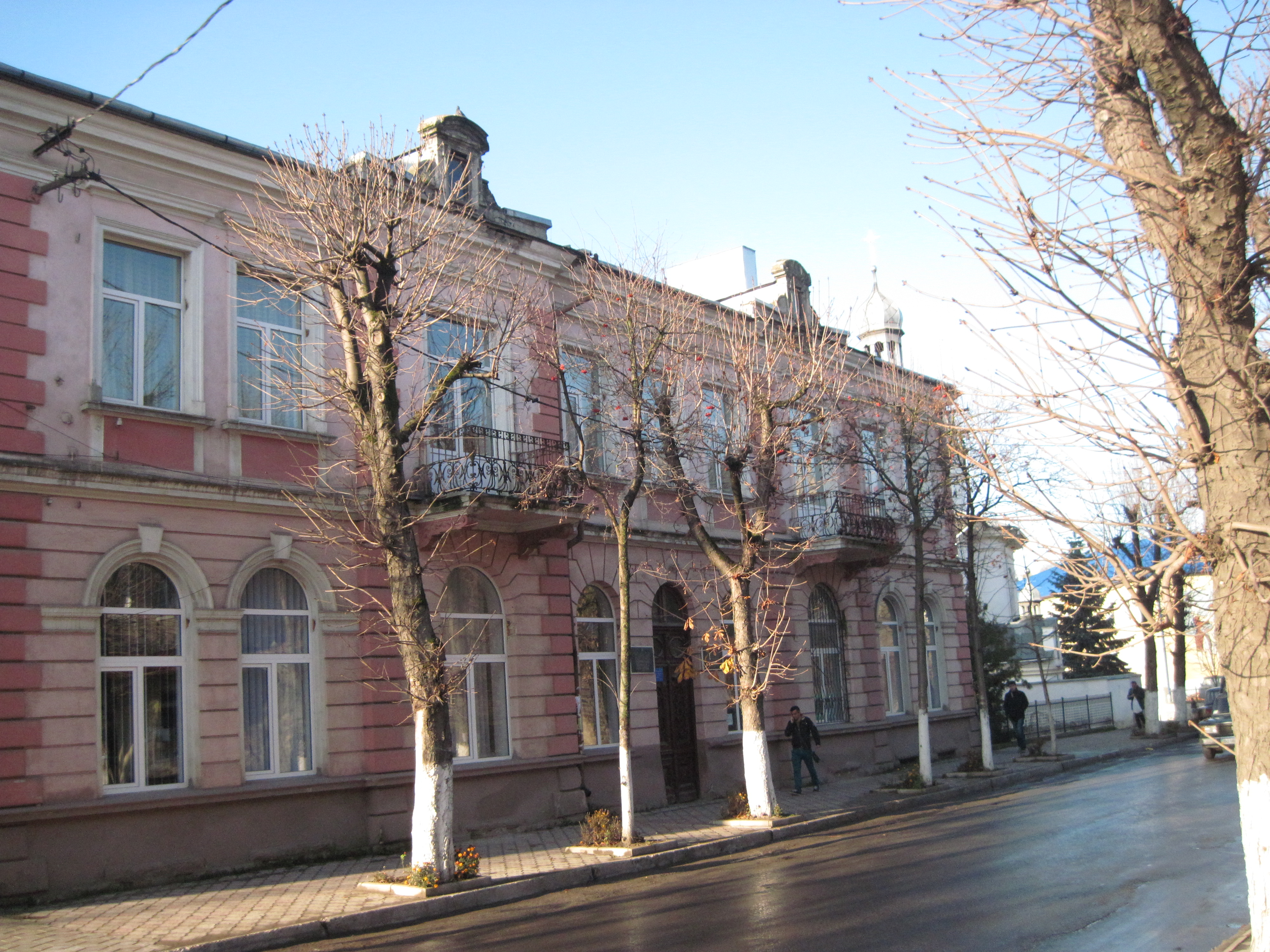
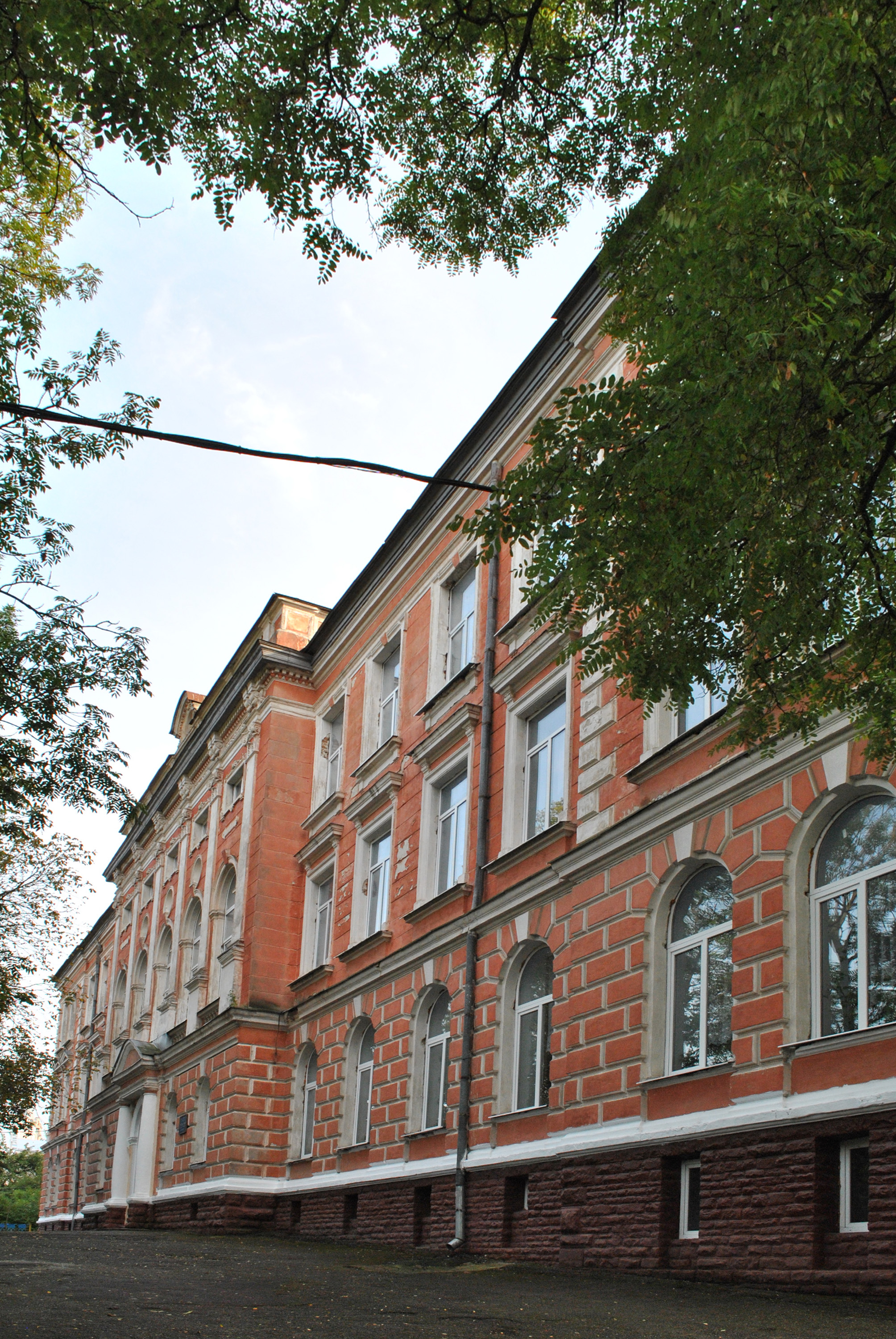
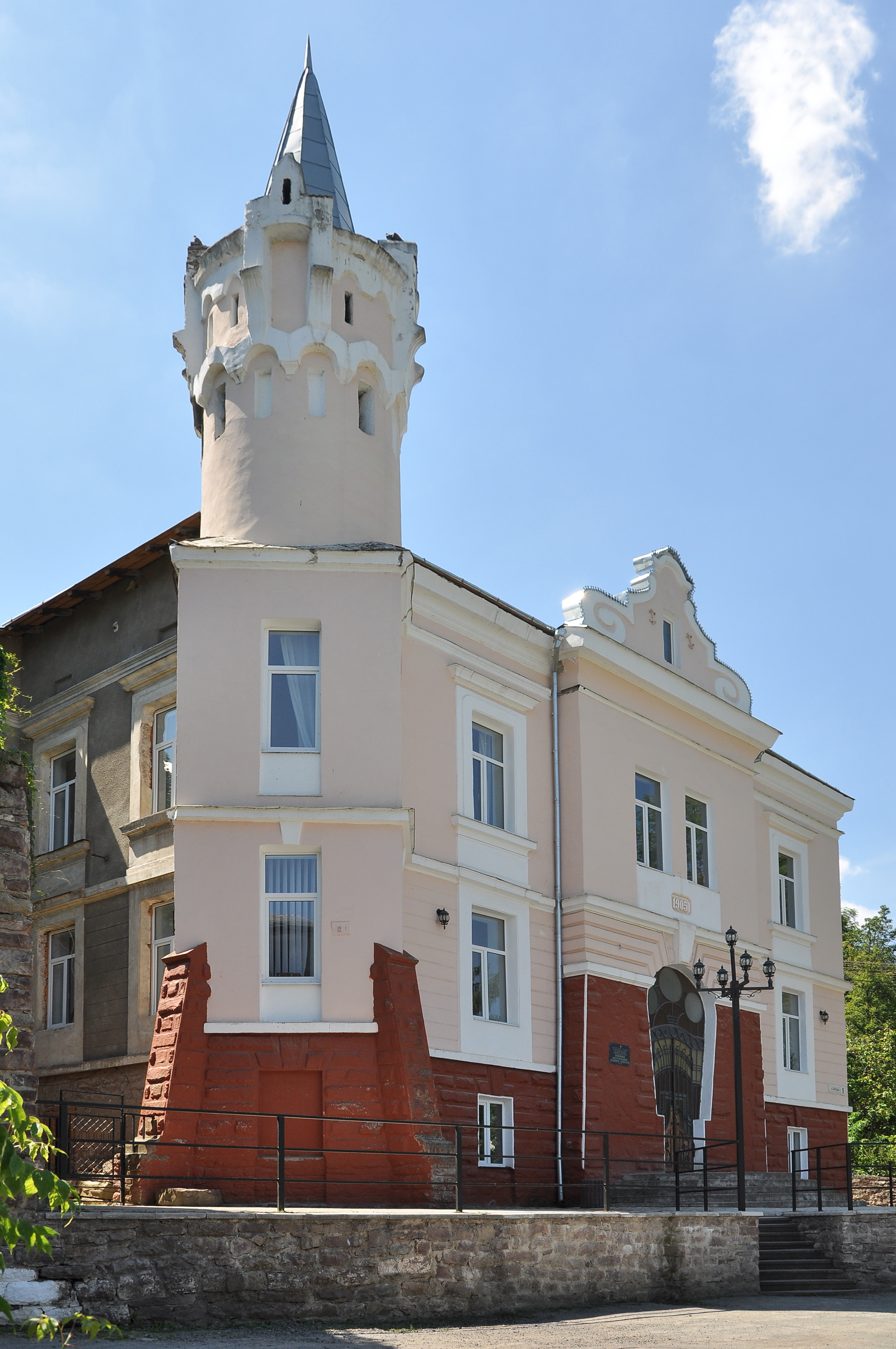
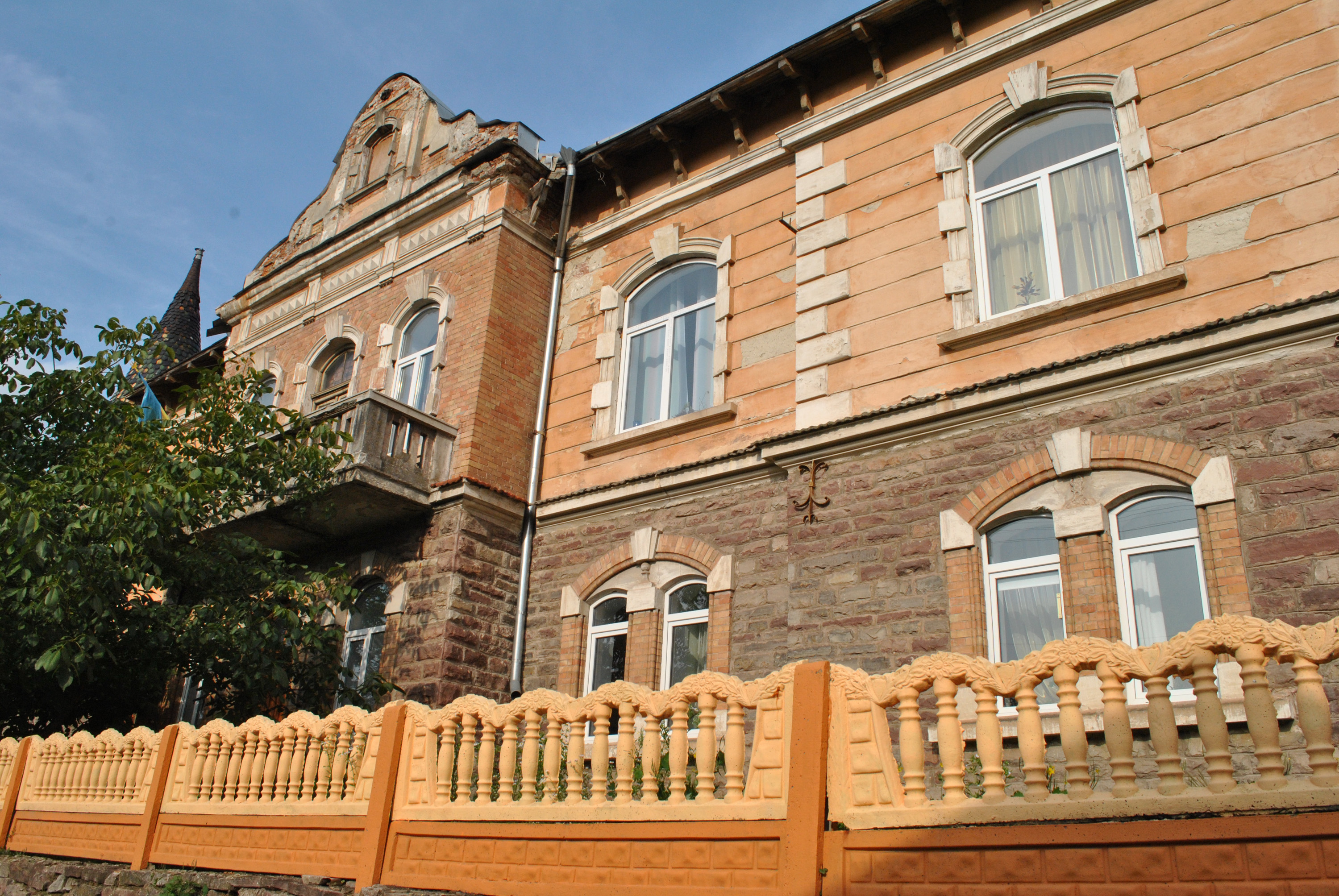

Світлини